# Commelina albiflora
Commelina albiflora är en himmelsblomsväxtart som beskrevs av Robert Bruce Faden. Commelina albiflora ingår i släktet himmelsblommor, och familjen himmelsblomsväxter.
Artens utbredningsområde är Kenya. Inga underarter finns listade.